# 厭氧甲烷氧化
厭氧甲烷氧化是一種微生物代謝作用，不管是在海洋環境还是在陸域環境，當沉積物呈現缺氧狀態的時候，微生物會利用不同的電子接收者進行氧化還原作用，例如硝酸根、亞硝酸根、硫酸根、金屬離子、腐植酸等等，在厭氧甲烷氧化的過程中，微生物會將有機碳分解所產生的甲烷氧化變成二氧化碳，而電子接收者則進行還原作用，藉此過程產生能量，以維持自身生命所需。

## 不同電子接收者的耦合
因為厭氧甲烷氧化本身是氧化作用，所以需要不同的電子接收者進行還原作用與之耦合，主要有硝酸根、亞硝酸根、硫酸根、金屬離子、腐植酸等等，
其中又以硫酸根為主要的電子接收者，以下列舉不同電子接收者的化學反應式:

### 与硫酸根还原偶联

甲烷厌氧氧化(AOM)的三种机理。第一种（上）由属于1、2a、2b和2c进化枝的厌氧嗜甲烷古菌（Anaerobic methanotrophic archaea, ANME）和硫酸盐还原细菌（Sulfate reducing bacteria, SRB）参与。在ANME中甲烷被氧化，电子被直接传递给SRB，后者完成硫酸盐还原反应。
第二种（中）是由ANME和厌氧氨氧化细菌的共生体所介导的硝酸盐还原型的甲烷氧化。第三种（下）也是甲烷氧化和硝酸根还原的耦合反应，但参与反应的微生物为ANME和NC10细菌。与前两种机理不同，这两种微生物会竞争甲烷。

整体反应如下：
CH4 + SO42− → HCO3− + HS− + H2O
硫酸根驱动的AOM由嗜甲烷古菌和硫酸盐还原细菌组成的互养共生体来实现。它们一般形成小的集团，有时也会形成大片的微生物垫。古菌部分名字简称为ANME，意思是“厌氧的嗜甲烷古菌”。ANME和产甲烷古菌亲缘关系很近。近期有研究发现，AOM可能是产甲烷作用的一个逆过程。目前人们还不是很清楚这两种共生体如何相互协作以及它们在古菌和细菌细胞之间交换电子的中间体是什么。研究AOM的一大障碍是参与该反应的具体微生物到目前为止都还没有被成功分离出来。分离失败的原因是相关微生物生长非常缓慢，其种群数目的最小翻倍时间就至少要几个月。很多分离方式都无法应用于分离该种古菌，一个可能的原因是它和SRB形成了绝对共生关系，以至于它们二者不能够被分开。
在有甲烷释放的深海区（如冷泉、泥火山或天然气水合物沉积处），AOM反应非常活跃以至于反应产生的硫化氢就能够养活许多包括丝状硫细菌（如贝日阿托氏菌），带有共生性硫氧化细菌的蛤、管蠕虫等在内的许多生物。AOM产生的碳酸氢根能够导致碳酸钙沉淀。这些自生碳酸盐被认为是地球上13C含量最少的碳酸盐，其δ13C值最低能到-125每毫升PDB。

### 与硝酸或亚硝酸根还原偶联
整体反应如下：
CH4 + 4NO3− → CO2 + 4NO2− + 2H2O
3CH4 + 8NO2− + 8H+ → 3CO2 + 4N2 + 10H2O
最近，人们发现ANME-2d应该是硝酸盐驱动型AOM的主要参与者。该ANME-2d组微生物的名字为Methanoperedens nitroreducens，它能够在没有其他微生物的情况下，使用从细菌供体处水平转移得到的硝酸盐还原基因，单独完成硝酸盐还原型AOM。这也是人们发现的第一个有mcr和mer基因参与的、利用完整的反向产甲烷过程的AOM反应。
2010年，组学分析发现一种叫做NC10的细菌能够单独完成亚硝酸根还原和甲烷氧化的耦合反应。

### 與金屬離子還原偶聯
整体反应如下：
CH4 + 4MnO2+ 7H+ → HCO3− + 4Mn2+ + 5H2O
CH4 + 8Fe(OH)3+ 15H+ → HCO3− + 8Fe2+ + 21H2O

## 海洋中的厭氧甲烷氧化
厭氧甲烷氧化此一作用最先在海洋沉積環境中被發現，因海水含有大量硫酸根離子，海洋中的厭氧甲烷氧化作用主要以硫酸根為電子接收者，甲烷濃度從沉積物底部向上逐漸減少，
硫酸根離子濃度從沉積物頂部向下遞減，兩者同時減少的某一區間稱為甲烷-硫酸鹽轉換帶(sulfate-methane transition zone, SMTZ)。
參與厭氧甲烷氧化-硫酸根還原作用的微生物為厭氧甲烷氧化古菌(anaerobic methanotrophic archaea, ANME)和硫酸還原細菌(sulfate reducing bacteria, SRB) ，厭氧甲烷氧化古菌生存在厭氧條件下，以甲烷作為營養來源，古菌在中央，硫酸還原細菌在周圍將其包覆形成共生體，在厭氧甲烷氧化作用旺盛地區經常發現此兩種微生物的存在，表示厭氧甲烷氧化作用是在厭氧甲烷氧化古菌和硫酸還原細菌共生體的驅動下完成。

## 對氣候變遷的影響
厭氧甲烷氧化作用被認為是減少全球甲烷排放的重要生物地球化學過程，在海洋沉積物環境所生成的甲烷，大約80%會在從沉積物向上擴散到海床的過程中被氧化，
而在陸域環境中，天然溼地是溫室氣體甲烷的最大排放來源，每年向大氣中排放110 Tg的甲烷，占全球甲烷排放總量的15%—30%，甲烷產生作用和厭氧甲烷氧化作用之間的消長對於全球甲烷排放量影響重大，身為現今重要溫室氣體的甲烷而言，其溫室效應的能力為二氧化碳的26倍，厭氧甲烷氧化作用提供消耗甲烷的管道，減少甲烷排放到大氣中，對減緩溫室效應所造成的氣候變暖，與研究古今氣候變遷扮演重要的角色。